# Kindlifresserbrunnen

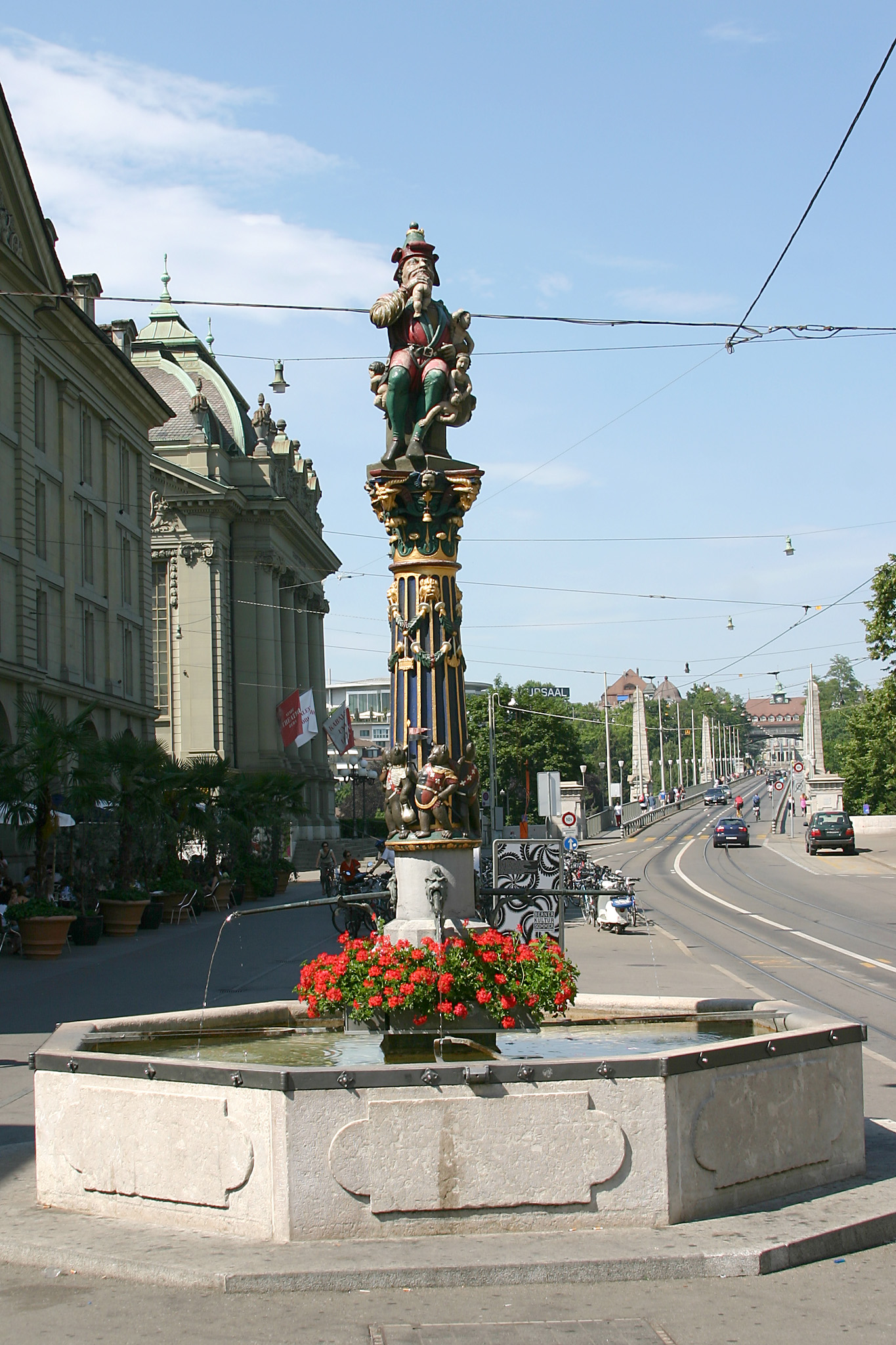
La Kindlifresserbrunnen

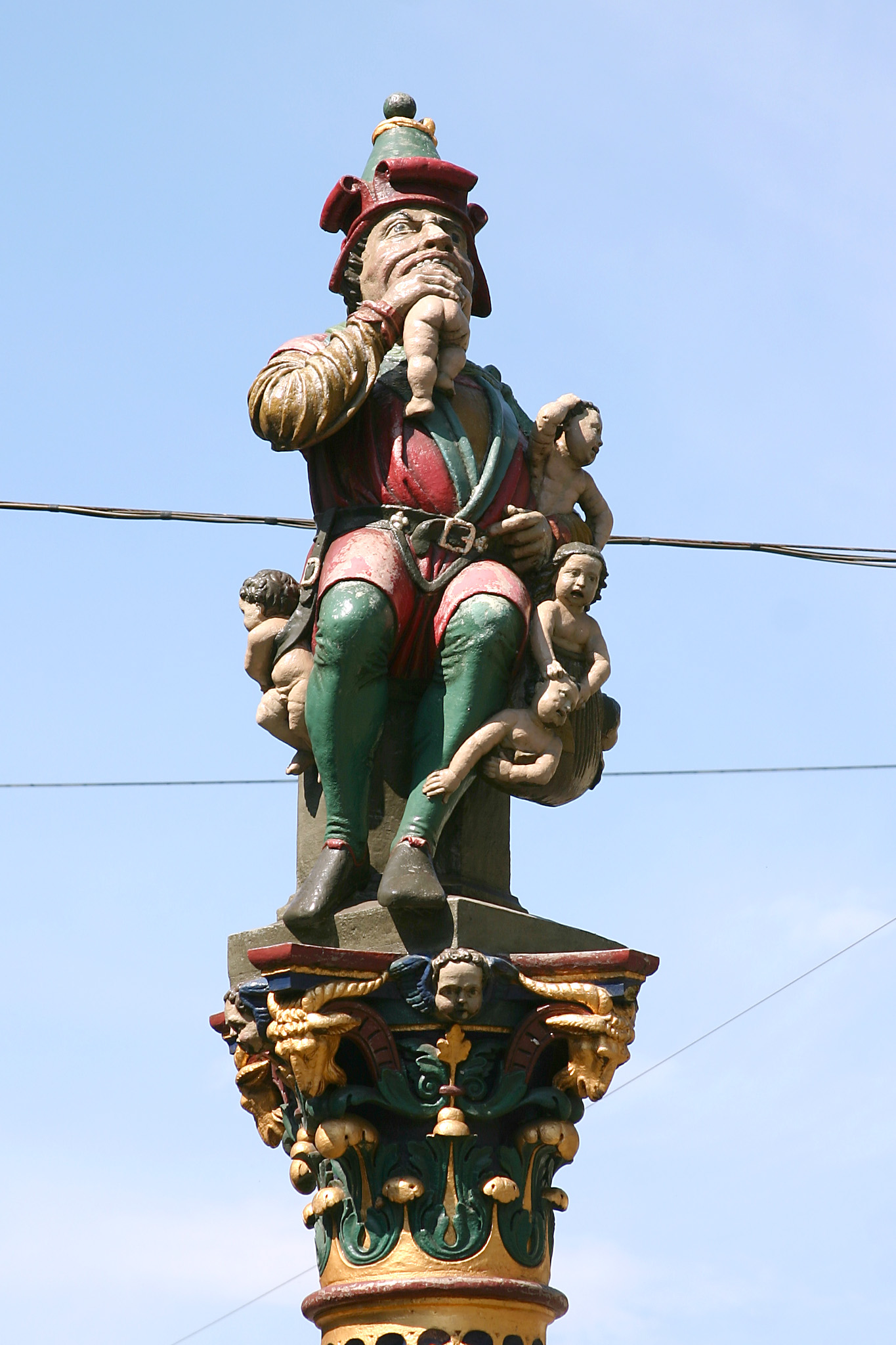
Il soggetto principale della fontana

Con Kindlifresserbrunnen (in tedesco, fontana del mangiatore di bambini) ci si riferisce a una grottesca fontana ornamentale posta nella Kornhausplatz di Berna, in Svizzera. Si tratta di una delle numerose fontane cinquecentesche della città.
Realizzata nel 1545/46 da Hans Gieng al posto di una preesistente fontana lignea quattrocentesca, la nuova opera fu inizialmente chiamata Platzbrunnen (tedesco: fontana della piazza). Il nome attuale è testimoniato per la prima volta nel 1666.

## Struttura
La figura principale rappresenta un orco, seduto sopra una colonna dal capitello corinzio, che divora dei bambini nudi. Accanto a lui, un sacco con altri bambini. Il capitello è ornato da teste di caproni, animali associati a Satana nell'iconografia classica. Il personaggio, oltre a indossare una calzamaglia e una casacca, abiti comuni secondo la moda dell'epoca, indossa anche un cappello a punta simile a quello tipico della tradizione ebraica.
La colonna, scanalata e decorata con ghirlande, è dipinta in oro e nero e presenta, alla base, quattro bocche leonine dalle quali zampilla l'acqua. Su un cartiglio sono incise le lettere HG, iniziali di Hans Gieng. Attorno alla base della fontana, di forma ottagonale, è presente un fregio ornato da orsi armati in partenza per la guerra, fra i quali un suonatore di cornamusa e un tamburino. Il fregio fu disegnato da Hans Rudolf Manuel.
Nel 1824 venne proposto di abbattere la fontana per costruirne una più moderna, ma il progetto non ebbe seguito. Nel 1857 la fontana venne restaurata, dipingendo l'orco con i colori attuali. Un nuovo restauro venne intrapreso negli anni 1890/91, mentre l'ultimo risale al 1936.
La fontana è citata nella novella L'orco di Jacques Chessex. Anche Friedrich Dürrenmatt la menziona nel romanzo Il pensionato.

## Simbolismo
Si è ipotizzato che la statua potesse essere la rappresentazione di una credenza diffusa nell'Europa del tempo, la cosiddetta "accusa del sangue", secondo la quale i riti ebraici implicavano l'uccisione di bambini. A sostegno di questa ipotesi giocherebbe il fatto che la statua, in origine, era dipinta di giallo, colore utilizzato fin dal medioevo per distinguere gli ebrei. Alcuni ipotizzano che la statua sia un riferimento alla vicenda del beato Rodolfo da Berna, bambino torturato e ucciso nel 1294, delitto per il quale fu incolpata la comunità ebraica della città.
Secondo altre teorie, invece, il personaggio potrebbe essere il titano greco Crono, oppure una figura allegorica destinata a spaventare i bambini disobbedienti.